# Іштван Кертес
Іштван Кертес (угор. Kertész István; 28 серпня 1929, Будапешт — 16 квітня 1973, Кфар-Сава) — угорський диригент, працював переважно в Німеччині та Австрії.

## Біографія та кар'єра
Народився в єврейській родині. З шести років вчився грати на скрипці і з дванадцяти також на фортепіано. У 1953 році закінчив Будапештську академію музики, де його вчителями по композиції були Лео Вейнер, Золтан Кодай та Реже Кокай; диригування Кертес вивчав під керівництвом Яноша Ференчіка та Ласло Шомодьї.
В 1953—1955 роках Кертес диригував оркестром в Дьйорі, потім протягом двох років працював в Будапештській опері. Після придушення Угорської революції 1956 року покинув Угорщину разом з дружиною, співачкою Едіт Кертес-Габрі, і маленькою дочкою. Деякий час удосконалював диригентську майстерність в Римі у Фернандо Превіталі.
Наприкінці 1950-х років Кертес дебютував в Гамбурзькій опері і швидко завоював авторитет постановками опер Бетховена, Верді і особливо Моцарта. У 1960 році він очолив оперний театр в Аусбурзі, в 1961 році вперше взяв участь в Зальцбурзькому фестивалі з «Викраденням із сераля» Моцарта. З 1964 року — музичний керівник Кельнської опери, одночасно в 1965—1967 роках — головний диригент Лондонського симфонічного оркестру.
Потонув, купаючись у Середземному морі біля берегів Ізраїлю під час гастролей до цієї країни.

## Записи
Іштван Кертес записав перший у світі повний комплект симфоній Антоніна Дворжака, всі симфонії Йоганнеса Брамса та Франца Шуберта, а також твори Бели Бартока, Людвіга ван Бетховена, Джузеппе Верді, Золтана Кодай, Вольфганга Амадея Моцарта, Отторіно Респігі, Джоаккіно Россіні.